# Mielichowo (mijanka)
Mielichowo (ros. Мелихово) – mijanka i przystanek kolejowy w miejscowości Rżew, w rejonie rżewskim, w obwodzie twerskim, w Rosji. Położony jest na linii Torżok - Rżew.